# أودري بيترز
أودري بيترز (بالإنجليزية: Audrey Peters)‏ هي ممثلة أمريكية، ولدت في 11 فبراير 1927 في Maplewood, New Jersey ‏ في الولايات المتحدة، وتوفيت في 2 أغسطس 2019.

## أعمال

### مسلسلات
- حب الحياة

## وصلات خارجية
- أودري بيترز على موقع IMDb (الإنجليزية)
- أودري بيترز على موقع قاعدة بيانات برودواي على الإنترنت (الإنجليزية)
- أودري بيترز على موقع قاعدة بيانات الفيلم (الإنجليزية)